# Clean Value Plastics
CVP (engl. Clean Value Plastics) ist ein Unternehmen, das im Kunststoffrecycling tätig ist. Das Unternehmen ist durch die patentierte HydroDyn Technologie bekannt geworden und hat Maßstäbe im Kunststoffrecycling gesetzt.

## Historie
Die 2005 gegründete CVP Clean Value Plastics GmbH hat ihren Ursprung in einem Ingenieurbüro für Anwendungs- und Verfahrenstechnik. Zu dieser Zeit wurden Industrieunternehmen bei der Einführung von neuen Verfahrenstechniken unterstützt. Mit der Gründung von CVP fand eine Fokussierung auf den Recyclingbereich statt. Zurückgreifend auf Expertise im Bereich der Verfahrenstechnik und Kompetenz im Recycling wurde die HydroDyn Technologie patentiert. Heutzutage liefert CVP hochmoderne Technologien und Dienstleistungen zur Effizienzsteigerung von Recyclinganlagen an.

2007 wurde eine erste Anlage mit der patentierten HydroDyn Technologie von CVP für das Entsorgungsunternehmen Sita in Göbitz Torna bei Zeitz fertiggestellt. Eine zweite Recyclinganlage für PET Flaschenrecycling wurde 2010 mit der von CVP gelieferten HydroDyn Technologie für die Firma Meister Recycling bei Fulda in Betrieb genommen.

## HydroDyn
HydroDyn ist ein Verfahren, das auf der aus der Holzwerkstoff- und Papierindustrie bekannten Refiner-Technik basiert. Verunreinigte Kunststoffabfälle werden in einem geschlossenen Wasserkreislauf gereinigt. Eine hydrodynamische Friktionswäsche macht Einsparungen im Kunststoffrecycling möglich und produziert Mahlgüter, die frei von Zellstoffen und Kleberanhaftungen sind. Durch die HydroDyn Technologie werden keine Chemikalien im Kunststoffrecycling benötigt und somit die Umwelt geschont sowie Kosten für Recycling reduziert.